# 두 사람의 계절
〈두 사람의 계절〉(二人セゾン 후타리세존[*])은 일본의 여성 아이돌 그룹 케야키자카46(이후 사쿠라자카46)의 세 번째 싱글이다. 2016년 11월 30일에 Sony Records를 통해서 발매됐다. 노래의 포지션은 히라테 유리나가 맡았다.

## 발매 배경
DVD가 들어 있는 Type-A · B · C, CD뿐인 통상판의 네 형태로 발매.
타이틀 곡 〈두 사람의 계절〉은 발매에 앞서서 2016년 11월 12일에 《케야키자카46 여기는 유라쿠초 호시조라 방송국》으로 라디오 방송.
세종(프랑스어: Saison)은 프랑스어으로 계절을 뜻한다.

## 프로모션
캠페인으로 음원 해금 전에 일부 중 · 고등학교에서 타이틀 곡 〈두 사람의 계절〉이 학교 내 방송됐다. 그 후, 발매를 기념해서 TSUTAYA에서 코이케 미나미, 사토 시오리, 시다 마나카, 스가이 유카, 모리야 아카네가 표지의 별책 ‘TSUTAYA on IDOL’가 배포되며, 구입자에게 ‘TSUTAYA RECORDS×케야키자카46 캘린더 카드’ 1장(세 종류)이 프레젠트됐다.

## 아트 워크
자켓 사진의 멤버 분할은 아래의 표와 같다。
| Type-A 표지 | 히라테 유리나                                                                                         |
| Type-A 뒷면 | |
| Type-B 표지 | 사이토 후유카, 사토 시오리, 코이케 미나미, 히라테 유리나, 하라다 아오이, 스즈모토 미유, 모리야 아카네 |
| Type-B 뒷면 | |
| Type-C 표지 | 스가이 유카, 와타나베 리카, 나가하마 네루, 이마이즈미 유이, 시다 마나카, 와타나베 리사                |
| Type-C 뒷면 | |
| 통상판 표지 | 우에무라 리나, 오제키 리카, 이시모리 니지카, 오다 나나, 나가사와 나나코, 요네타니 나나미, 하부 미즈호 |
| 통상판 뒷면 | |

자켓 사진은 타이틀 각 〈두 사람의 계절〉의 가사에 등장하는 ‘光’→빛을 토대로 Type-A, Type-B, Type-C, 통상판이라는 흐름으로 구성되어 있다. Type-A에서 히라테 유리나가 빛을 쥐며, Type-B에서 그 빛 속을 그녀들이 춤추는 것에 의해서, Type-C에서 빛에 비춰지며, 통상판에서 그림자의 실체가 밝혀진 소녀들이 밖의 세계로 빠져나가는 모습이 있다. 자켓 사진은 소코(倉庫) 스튜디오에서 촬영됐다. 아트 디렉터는 요네자와 준, 촬영은 신토 타카시가 담당했다.

## 차트 성적
이번 싱글은 2016년 11월 29일자 오리콘 데일리 CD 싱글 차트에서 추정 매상 35만 3640장을 기록했으며, 데일리 1위를 획득했다. 그 후, 2016년 12월 12일자 Billboard Japan Hot 100에서 종합 포인트 6만 1421점, Billboard Japan Top Singles Sales에서 추정 매상 50만 8479장, 오리콘 주간 CD 싱글 차트에서 추정 매상 44만 2322장을 기록했으며, 주간 1위를 획득했다. 사운드스캔 재팬에 따르면, 2016년 11월 28일부터 2016년 11월 30일까지의 3일간 46만 2955장을 팔았다. 오리콘 주간 CD 싱글 차트에서의 주간 1위 획득 수는 첫 번째 싱글 〈사일런트 머조리티〉로부터 3연속으로 통산 세 번째, 첫 주 매상은 두 번째 싱글 〈세상에는 사랑밖에 없어〉의 누적매상 약 39만 2000장을 웃돌며, 케야키자카46의 최고 수록을 갱신했다.

## 뮤직 비디오
두 사람의 계절
감독 : 신구 료헤이
타이특 곡 〈두 사람의 계절〉의 뮤직 비디오는 전체편을 통해서 부드러운 자연 빛의 근원 도내 근교에서 촬영됐다. 빛과 그림자가 만들어 내는 명암의 대조와, 격렬함을 내놓으면서도 애절함을 느끼게 하는 발라풍의 댄스가 맞물린 마무리로 되어 있다. 감독으로는 전작의 커플링 곡 〈말한다면 미래를…〉의 뮤직 비디오를 맡은 신구 료헤이가 기용됐다. 안무는 과거 두 작품 〈사일런트 머조리티〉〈세상에는 사랑밖에 없어〉에 이어서 TAKAHIRO(우에노 타카히로)가 담당했다.

## 수록곡

### Type-A
| #            | 제목                                            | 작사            | 작곡                | 편곡  | 재생 시간 |
| ------------ | ----------------------------------------------- | --------------- | ------------------- | ----- | --------- |
| 1.           | 〈두 사람의 계절〉 (二人セゾン)                 | 아키모토 야스시 | SoichiroK, Nozomu.S | 4:48  |           |
| 2.           | 〈어른은 믿어주지 않아〉 (大人は信じてくれない) | 아키모토 야스시 | Masayoshi Kawabata  | 3:31  |           |
| 3.           | 〈교복과 태양〉 (制服と太陽)                    | 아키모토 야스시 | aokado              | 4:10  |           |
| 4.           | 〈두 사람 세종〉 (off vocal ver.)               |                 | SoichiroK, Nozomu.S | 4:48  |           |
| 5.           | 〈어른은 믿어주지 않아〉 (off vocal ver.)       |                 | Masayoshi Kawabata  | 3:31  |           |
| 6.           | 〈교복과 태양〉 (off vocal ver.)                |                 | aokado              | 4:10  |           |
| 총 재생 시간 | 총 재생 시간                                    | 총 재생 시간    | 총 재생 시간        | 24:58 |           |

| #   | 제목                                   | 감독                   | 재생 시간 |
| --- | -------------------------------------- | ---------------------- | --------- |
| 1.  | 〈두 사람의 계절〉 (뮤직 비디오)       | 신구 료헤이            | 5:15      |
| 2.  | 〈어른은 믿어주지 않아〉 (뮤직 비디오) | 이케다 카즈마          | 3:36      |
| 3.  | 〈오다 나나〉 (織田奈那)               | 와키사카 유키          | 7:56      |
| 4.  | 〈코이케 미나미〉 (小池美波)           | 이와키 히토시          | 8:08      |
| 5.  | 〈사이토 후유카〉 (齋藤冬優花)         | 하야토 소네            | 7:11      |
| 6.  | 〈하부 미즈호〉 (土生瑞穂)             | 타무라 케이스케        | 6:57      |
| 7.  | 〈히라테 유리나〉 (平手友梨奈)         | 토야시마 케이스케      | 5:05      |
| 8.  | 〈모리야 아카네〉 (守屋茜)             | 加藤マニ               | 3:14      |
| 9.  | 〈요네타니 나나미〉 (米谷奈々未)       | 후지에다 켄, 스도 추야 | 7:11      |
| 10. | 〈와타나베 리카〉 (渡辺梨加)           | 하시모토 유지로        | 6:53      |

### Type-B
| #            | 제목                                            | 작사            | 작곡                    | 편곡  | 재생 시간 |
| ------------ | ----------------------------------------------- | --------------- | ----------------------- | ----- | --------- |
| 1.           | 〈두 사람의 계절〉 (二人セゾン)                 | 아키모토 야스시 | SoichiroK, Nozomu.S     | 4:48  |           |
| 2.           | 〈어른은 믿어주지 않아〉 (大人は信じてくれない) | 아키모토 야스시 | Masayoshi Kawabata      | 3:31  |           |
| 3.           | 〈누구보다도 높이 뛰어!〉 (誰よりも高く跳べ!)   | 아키모토 야스시 | 카미카오루, doubleglass | 4:43  |           |
| 4.           | 〈두 사람 세종〉 (off vocal ver.)               |                 | SoichiroK, Nozomu.S     | 4:48  |           |
| 5.           | 〈어른은 믿어주지 않아〉 (off vocal ver.)       |                 | Masayoshi Kawabata      | 3:31  |           |
| 6.           | 〈누구보다도 높이 뛰어!〉 (off vocal ver.)      |                 | 카미카오루, doubleglass | 4:43  |           |
| 총 재생 시간 | 총 재생 시간                                    | 총 재생 시간    | 총 재생 시간            | 26:04 |           |

| #   | 제목                                    | 감독            | 재생 시간 |
| --- | --------------------------------------- | --------------- | --------- |
| 1.  | 〈두 사람의 계절〉 (뮤직 비디오)        | 신구 료헤이     | 5:15      |
| 2.  | 〈누구보다도 높이 뛰어!〉 (뮤직 비디오) |                 | 4:48      |
| 3.  | 〈이시모리 니지카〉 (石森虹花)          | 스미타 히로히데 | 5:06      |
| 4.  | 〈이마이즈미 유이〉 (今泉佑唯)          | 타나카 신고     | 8:01      |
| 5.  | 〈오제키 리카〉 (尾関梨香)              | 타무라 케이스케 | 7:43      |
| 6.  | 〈코바야시 유이〉 (小林由依)            | 타무라 케이스케 | 6:55      |
| 7.  | 〈사토 시오리〉 (佐藤詩織)              | 야마모토 하나미 | 4:01      |
| 8.  | 〈스가이 유카〉 (菅井友香)              | 타무라 케이스케 | 5:38      |
| 9.  | 〈스즈모토 미유〉 (鈴本美愉)            | 모리타 료       | 7:11      |
| 10. | 〈하라다 아오이〉 (原田葵)              | 우에다 마키코   | 4:33      |

### Type-C
| #            | 제목                                            | 작사            | 작곡                | 편곡  | 재생 시간 |
| ------------ | ----------------------------------------------- | --------------- | ------------------- | ----- | --------- |
| 1.           | 〈두 사람의 계절〉 (二人セゾン)                 | 아키모토 야스시 | SoichiroK, Nozomu.S | 4:48  |           |
| 2.           | 〈어른은 믿어주지 않아〉 (大人は信じてくれない) | 아키모토 야스시 | Masayoshi Kawabata  | 3:31  |           |
| 3.           | 〈우리들의 전쟁〉 (僕たちの戦争)                | 아키모토 야스시 | 버그베어            | 4:15  |           |
| 4.           | 〈두 사람 세종〉 (off vocal ver.)               |                 | SoichiroK, Nozomu.S | 4:48  |           |
| 5.           | 〈어른은 믿어주지 않아〉 (off vocal ver.)       |                 | Masayoshi Kawabata  | 3:31  |           |
| 6.           | 〈우리들의 전쟁〉 (off vocal ver.)              |                 | 버그베어            | 4:15  |           |
| 총 재생 시간 | 총 재생 시간                                    | 총 재생 시간    | 총 재생 시간        | 25:08 |           |

| #  | 제목                                   | 감독            | 재생 시간 |
| -- | -------------------------------------- | --------------- | --------- |
| 1. | 〈두 사람의 계절〉 (뮤직 비디오)       | 신구 료헤이     | 5:15      |
| 2. | 〈우리들의 전쟁〉 (뮤직 비디오)        | 마루야마 타케시 | 4:14      |
| 3. | 〈우에무라 리나〉 (上村莉菜)           | 나카지마 노조무 | 7:58      |
| 4. | 〈시다 마나카〉 (志田愛佳)             | 카와구치 준     | 5:20      |
| 5. | 〈나가사와 나나코〉 (長沢菜々香)       | 츠치야 타카토시 | 3:23      |
| 6. | 〈와타나베 리사〉 (渡邉理佐)           | 츠키타 시게루   | 4:40      |
| 7. | 〈나가하마 네루〉 (長濱ねる)           | 시바타 케이스케 | 7:16      |
| 8. | 〈히라가나 케야키자카46〉 (けやき坂46) | 스기야마 히로키 | 20:32     |

### 통상판
| #            | 제목                                            | 작사            | 작곡                          | 편곡  | 재생 시간 |
| ------------ | ----------------------------------------------- | --------------- | ----------------------------- | ----- | --------- |
| 1.           | 〈두 사람의 계절〉 (二人セゾン)                 | 아키모토 야스시 | SoichiroK, Nozomu.S           | 4:48  |           |
| 2.           | 〈어른은 믿어주지 않아〉 (大人は信じてくれない) | 아키모토 야스시 | Masayoshi Kawabata            | 3:31  |           |
| 3.           | 〈석양 1/3〉 (夕陽1/3)                          | 아키모토 야스시 | Akira Sunset, 야마구치 타카시 | 4:49  |           |
| 4.           | 〈두 사람 세종〉 (off vocal ver.)               |                 | SoichiroK, Nozomu.S           | 4:48  |           |
| 5.           | 〈어른은 믿어주지 않아〉 (off vocal ver.)       |                 | Masayoshi Kawabata            | 3:31  |           |
| 6.           | 〈석양 1/3〉 (off vocal ver.)                   |                 | Akira Sunset, 야마구치 타카시 | 4:49  |           |
| 총 재생 시간 | 총 재생 시간                                    | 총 재생 시간    | 총 재생 시간                  | 26:16 |           |

### Special Edition (EP)
- Type-A · B · C, 통상판의 수록곡들을 모은 것으로 디지털 한정 공개된 미니 음반이다.

| #            | 제목                      | 재생 시간 |
| ------------ | ------------------------- | --------- |
| 1.           | 〈두 사람의 계절〉        | 4:48      |
| 2.           | 〈어른은 믿어주지 않아〉  | 3:31      |
| 3.           | 〈교복과 태양〉           | 4:10      |
| 4.           | 〈누구보다도 높이 뛰어!〉 | 4:43      |
| 5.           | 〈우리들의 전쟁〉         | 4:15      |
| 6.           | 〈석양 1/3〉              | 4:49      |
| 총 재생 시간 | 총 재생 시간              | 26:16     |

## 선발 멤버

### 두 사람 세종
(센터 : 히라테 유리나)
- 3열째: 오다 나나, 오제키 리카, 나가사와 나나코, 우어무라 리나, 요네타니 나나미, 이시모리 니지카, 하부 미즈호[2]
- 2열째: 이마이즈미 유이, 스가이 유카, 와타나베 리카, 나가하마 네루, 와타나베 리사, 시다 마나카, 코바야시 유이[2]
- 1열째: 사이토 후유카, 사토 시오리, 코이케 미나미, 히라테 유리나, 하라다 아오이, 스즈모토 미유, 모리야 아카네[2]

### 어른은 믿어주지 않아
- 이시모리 니지카, 이마이즈미 유이, 우에무라 리나, 오제키 리카, 오다 나나, 코이케 미나미, 코바야시 유이, 사이토 후유카, 사토 시오리, 시다 마나카, 스가이 유카, 스즈모토 미유, 나가사와 나나코, 나가하마 네루, 하부 미즈호, 하라다 아오이, 히라테 유리나, 모리야 아카네, 요네타니 나나미, 와타나베 리카, 와타나베 리사[4]

### 교복과 태양
- 이시모리 니지카, 이마이즈미 유이, 우에무라 리나, 오제키 리카, 오다 나나, 코이케 미나미, 코바야시 유이, 사이토 후유카, 사토 시오리, 시다 마나카, 스가이 유카, 스즈모토 미유, 나가사와 나나코, 나가하마 네루, 하부 미즈호, 하라다 아오이, 히라테 유리나, 모리야 아카네, 요네타니 나나미, 와타나베 리카, 와타나베 리사[4]

### 누구보다도 높이 뛰어!
- 이구치 마오, 우시오 사리나, 카키자키 메미, 카게야마 유카, 카토 시호, 사이토 쿄코, 사사키 쿠미, 사사키 미레이, 타카세 마나, 타카모토 아야카, 나가하마 네루, 히가시무라 메이[4]

### 우리들의 전쟁
(유닛 : FIVE CARDS)
- 우에무라 리나, 나가사와 나나코, 하부 미즈호, 와타나베 리카, 와타나베 리사[4]

### 석양 1/3
(유닛 : 테치네루유이짱즈)
- 이나이즈미 유이, 코바야시 유이, 나가하마 네루, 히라테 유리나[4]

## 발매일
| 국가     | 날짜             | 포맷                    | 레이블      | 비고     |
| -------- | ---------------- | ----------------------- | ----------- | -------- |
| 일본     | 2016년 11월 30일 | CD+DVD, CD, 디지털 음원 | 소니 레코드 |          |
| 대한민국 | 2016년 12월 9일  | CD, 디지털 음원         | 소니 레코드 | [ 주 3 ] |

## 차트
| 차트                  | 최고 순위 |
| --------------------- | --------- |
| 일본 오리콘 싱글 차트 | 1         |

| 차트                              | 최고 순위 |
| --------------------------------- | --------- |
| TSUTAYA 판매 CD 싱글 차트         | 1         |
| Billboard Japan Hot 100           | 1         |
| Billboard Japan Top Singles Sales | 1         |
| Billboard Japan Radio Songs       | 7         |
| 일본 오리콘 CD 싱글 차트          | 1         |

### 내용주
1. ↑  Billboard Japan에 따르면, 주간 추정 매상 50만 8479장, 라디오 7위, 다운로드 3위, 스트리밍 6위, 룩업 1위, 트위터 2위, 동영상 재생 7위를 획득했으며[11], 종합 포인트 6만 1421점을 기록했다[12].
2. ↑  히라테 유리나의 개인 PV 《테치 낭만》은 케야키자카46의 주연 드라마 《도쿠야마 다이고로를 누가 죽였나?》의 감독 토요시마 케이스케, 음악 스캣 고타가 공동 제작했다[21].
3. ↑  CD의 수록내용은 통상판과 같으며, 음원 사이트에서 공개된 디지털 음원은 Special Editon의 형태로 공개된 미니 음반과 같다.

### 참조주
1. ↑  두 사람의 계절 (二人セゾン) - 네이버 뮤직
2. 1 2 3 4 5  “欅坂46、平手友梨奈が3作連続センター 前作3列目4人がフロントに” [케야키자카46, 히라테 유리나가 세 번 연속 센터 전작 3열째 4명이 프런트로]. 《ORICON STYLE》 (일본어) (oricon ME). 2016년 10월 17일. 2016년 10월 30일에 확인함.
3. ↑  “欅坂46の3rdシングルは11月発売、全国握手会も開催” [케야키자카46의 3번째 싱글은 11월 발매, 전국 악수회다 개최]. 《나탈리》 (일본어) (나타샤). 2016년 9월 30일. 2016년 10월 30일에 확인함.
4. 1 2 3 4 5 6 7 8  “欅坂46ニューシングル「二人セゾン」に新ユニット曲収録” [케야키자카46, 새로운 싱글 ‘두 사람 세종’에 신유닛 곡 수록]. 《나탈리》 (일본어) (나타샤). 2016년 11월 10일. 2016년 11월 10일에 확인함.
5. ↑  와타나베 마리 (2016년 11월 28일). “今週の一枚 欅坂46『二人セゾン』” [금주의 한 장 - 케야키자카46 ‘두 사람 세종’]. 《RO69》 (일본어). 로킹 온 그룹. 2016년 11월 28일에 확인함.
6. ↑  “欅坂46、3rdシングル『二人セゾン』Music Video公開” [케야키자카46, 3번째 싱글 ‘두 사람 세종’ 뮤직 비디오 공개]. 《리얼라이브》 (일본어) (페이츠). 2016년 11월 17일.
7. ↑  “TSUTAYA RECORDS×欅坂46キャンペーン開催決定!” [TSUTAYA RECORDS×케야키자카46 캠페인 개최 결정!]. 《T-SITE》 (일본어) (TSUTAYA). 2016년 11월 25일. 2016년 12월 1일에 원본 문서에서 보존된 문서. 2016년 11월 25일에 확인함.
8. ↑  “『二人セゾン』” [‘두 사람 세종’]. 《케야키자카46 공식 사이트》 (일본어). 2016년 11월. 2016년 11월 9일에 확인함.
9. 1 2 3 4  〈欅坂46「二人セゾン」CDジャケット制作フォトストーリー〉 [케야키자카46 ‘두 사람 세종’ CD 자켓 제작 포토 스토리]. 《MdN》 (일본어). 엠디엔 코퍼레이션. 2016년 12월 6일. 33-39쪽. ASIN B01MXMI5GC.
10. 1 2  “オリコンデイリー CDシングルランキング 2016年11月29日付” [오리콘 데일리 CD 싱글 차트 2016년 11월 29일자]. 《ORICON STYLE》 (일본어). oricon ME. 2016년 11월 29일. 2016년 11월 30일에 원본 문서에서 보존된 문서. 2016년 11월 30일에 확인함.
11. ↑  “【ビルボード】欅坂46「二人セゾン」508,479枚セールスでJAPAN HOT100総合首位 星野源がピコ太郎の週間動画再生回数を抜き同指標1位” [【빌보드】케야키자카46 ‘두 사람 세종’ 508,479장 판매로 JAPAN HOT100 종합 선두권 호시노 겐이 피코 타로의 주간 동영상 조횟수를 빼고 동지표 1위]. 《Billboard JAPAN》 (일본어) (Hanshin Contents Link Corporation, PLANTECH Co.,Ltd. & Prometheus Global Media, LLC.). 2016년 12월 7일. 2016년 12월 7일에 확인함.
12. 1 2  “Billboard Japan Hot 100 2016/12/12 付け”. 《Billboard JAPAN》 (일본어). Hanshin Contents Link Corporation, PLANTECH Co.,Ltd. & Prometheus Global Media, LLC. 2016년 12월. 2016년 12월 8일에 확인함.
13. 1 2  “Billboard Japan Top Singles Sales 2016/12/12 付け”. 《Billboard JAPAN》 (일본어). Hanshin Contents Link Corporation, PLANTECH Co.,Ltd. & Prometheus Global Media, LLC. 2016년 12월. 2016년 12월 8일에 확인함.
14. ↑  “オリコン週間 CDシングルランキング 2016年11月28日〜2016年12月04日” [오리콘 주간 CD 싱글 차트 2016년 11월 28일 ~ 2016년 12월 4일]. 《ORICON STYLE》 (일본어). oricon ME. 2016년 12월. 2016년 12월 7일에 원본 문서에서 보존된 문서. 2016년 12월 7일에 확인함.
15. ↑  “【先ヨミ】平手友梨奈が3連続目のセンター務める欅坂46『二人セゾン』46万枚超で首位独走!” [【사키요미】히라테 유리나가 3연속 센터 맡는 케야키자카46 ‘두 사람 세종’ 46만 장 넘어서 선두권 독주!]. 《Billboard JAPAN》 (일본어) (Hanshin Contents Link Corporation, PLANTECH Co.,Ltd. & Prometheus Global Media, LLC.). 2016년 12월 1일. 2016년 12월 1일에 확인함.
16. 1 2  “【オリコン】欅坂46、初週44万枚で首位 女性新人16年ぶり快挙” [【오리콘】케야키자카46, 첫 주 44만 장으로 선두권, 여성 신인 16년만의 쾌거]. 《ORICON STYLE》 (일본어) (oricon ME). 2016년 12월 6일. 2016년 12월 6일에 확인함.
17. 1 2 3  “欅坂46、新曲「二人セゾン」MV公開 光の中で美しく舞い踊る” [케야키자카46, 신곡 ‘두 사람 세종’ MV 공개 빛 속에서 아름답게 춤춘다]. 《ORICON STYLE》 (일본어) (oricon ME). 2016년 11월 17일. 2016년 11월 27일에 확인함.
18. ↑  “欅坂46、爽やかでほんのり切ない「二人セゾン」MV公開” [케야키자카46, 부드럽고 어렴풋이 애달픈 ‘두 사람 세종’ MV 공개]. 《BARKS》 (일본어) (Japan Music Network Inc.). 2016년 11월 17일. 2016년 11월 27일에 확인함.
19. 1 2  “欅坂46、陽の光を浴び舞い踊る「二人セゾン」MV” [케야키자카46, 햇빛을 받으며 춤추는 ‘두 사람 세종’ MV]. 《모델프레스》 (일본어) (넷네이티브). 2016년 11월 17일. 2016년 11월 27일에 확인함.
20. 1 2  케야키자카46 2016a.
21. ↑  “欅坂46個人PV予告編8本公開、平手友梨奈「てち浪漫」で徳誰タッグ再び” [케야키자카46 개인 PV 예고편 8개 공개, 히라테 유리나 ‘테치 낭만’으로 도쿠다레 태그 다시]. 《나탈리》 (일본어) (나타샤). 2016년 11월 25일. 2016년 11월 25일에 확인함.
22. 1 2  케야키자카46 2016b.
23. 1 2  케야키자카46 2016c.
24. ↑  케야키자카46 2016d.
25. ↑  요시카와 타이헤이 (2016년 12월 6일). “【TSUTAYA・販売CDシングルランキング】とまらない…欅坂46、デビューから3作品連続でトップ3独占の大快挙! TOKIOは松岡主演ドラマ主題歌リリース” [【TSUTAYA 판매 CD 싱글 차트】멈추지 않아… 케야키자카46, 데뷔로부터 세 작품 연속으로 탑3 독점의 대쾌거! TOKIO는 마츠오카 주연 드라마 주제가 공개]. 《T-SITE》 (일본어) (TSUTAYA). 2016년 12월 6일에 확인함.[깨진 링크(과거 내용 찾기)]
26. ↑  “Billboard Japan Radio Songs 2016/12/12 付け”. 《Billboard JAPAN》 (일본어). Hanshin Contents Link Corporation, PLANTECH Co.,Ltd. & Prometheus Global Media, LLC. 2016년 12월. 2016년 12월 20일에 원본 문서에서 보존된 문서. 2016년 12월 8일에 확인함.

## 참고 문헌
- 케야키자카46 (2016년 11월 30일). 《二人セゾン》 [두 사람의 계절] (일본어). Type-A. 소니 뮤직 레코드. ASIN B01LX0Z4H6. SRCL-9267/8.
- 케야키자카46 (2016년 11월 30일). 《二人セゾン》 [두 사람의 계절] (일본어). Type-B. 소니 뮤직 레코드. ASIN B01LYZ5KQ2. SRCL-9269/70.
- 케야키자카46 (2016년 11월 30일). 《二人セゾン》 [두 사람의 계절] (일본어). Type-C. 소니 뮤직 레코드. ASIN B01M19A11B. SRCL-9271/2.
- 케야키자카46 (2016년 11월 30일). 《二人セゾン》 [두 사람의 계절] (일본어) 통상판. 소니 뮤직 레코드. ASIN B01LZAXE70. SRCL-9273.